# Jardín botánico UBC

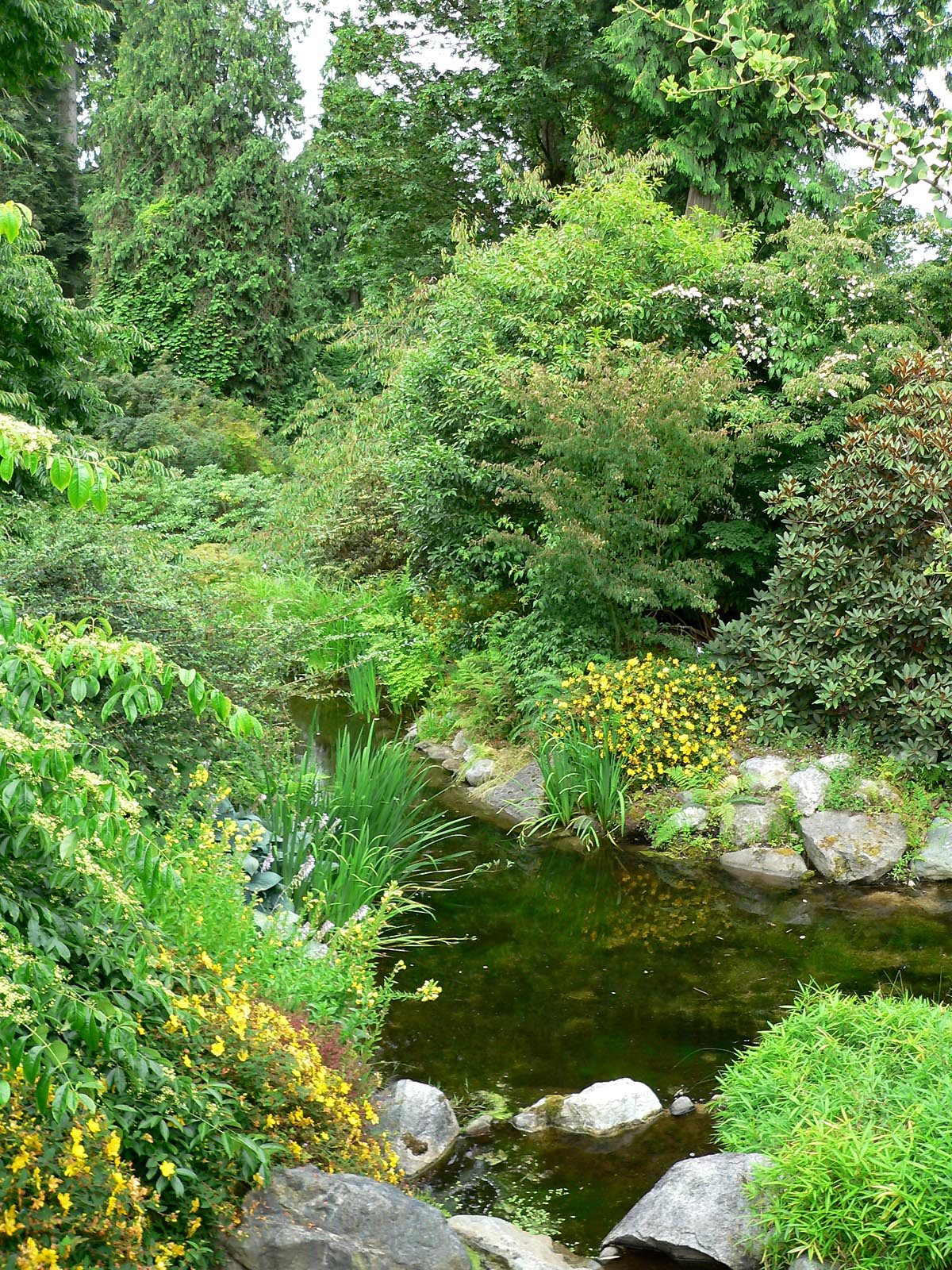
Un rincón en el jardín botánico UBC

El Jardín Botánico UBC (en inglés: UBC Botanical Garden) es un jardín botánico de Vancouver perteneciente a la Universidad de la Columbia Británica. Fue fundado en 1916 bajo la dirección de John Davidson, primer botánico provincial de la Columbia Británica. Es el jardín botánico más antiguo de Canadá adscrito a una universidad.

## Colecciones
El jardín tiene una extensión de unas 44 hectáreas (440,000 m² / 110 acres) e incluye unas 8000 diferentes especies de plantas, agrupadas en unas determinadas colecciones :
- E.H. Lohbrunner Alpine Garden, es uno de los primeros jardines alpinos de Norteamérica, con una hectárea de extensión, nos muestra en una amplia variedad de suelos, plantas de las montañas agrupadas en áreas según su origen geográfico; alpinas norteamericanas, Nueva Zelanda, Chile, Argentina, Argelia, Marruecos..
- David C. Lam Asian Garden, éste es el resultado de las expediciones botánicas de recolección de plantas en los cuatro ricones de Asia, así como el intercambio en colaboración con otros conocidos jardines botánicos como los de Edimburgo, Kew, Nanjing, Hokkaido, con el Arnold Aboretum y con Harvard. Aquí se encuentran numerosos Rhododendron, Acer, Wisteria, Clematis, Rosas, entre otras.
- El Bosque Carolina, esta zona está en proceso de formación y pretende recrear la vegetación del este de Canadá y los estados marítimos de EE. UU. hasta las Carolinas y Georgia. Aproximadamente 300 árboles y arbustos, representando más de 100 diferentes especies, que están en pleno proceso de plantación. Las primeras plantaciones tuvieron lugar en la primavera de 2006.
- El Huerto, esta sección del jardín es la parte favorita de todos los niños, aquí nos encontramos una gran variedad de árboles frutales y verduras comestibles que normalmente encontramos en los supermercados.
- Jardín de Plantas Nativas de la Columbia Británica, en cuatro hectáreas de bosque de costa nos encontramos el despliegue de la naturaleza propia de esta región, encontrándonos ejemplares entre otros de, Vaccinium ovatum, y de Arctostaphylos.
- Nitobe Memorial Garden, un jardín japonés tradicional situado en la Universidad de la Columbia Británica, está considerado como uno de los más auténticos jardines de paseo y jardín de té japoneses en Norteamérica, y entre los cinco mejores jardines japoneses fuera de Japón.
- Jardín de Hierbas Medicinales (Physic Garden), dentro de bellos arriates circulares, con sendas de paseo se encuentran las plantas que se utilizaban en la medicina tradicional de los periodos de la Inglaterra medieval, Tudor y de Isabel I.
- Otros jardines, además hay otras colecciones como la de , plantas trepadoras sobre emparrados de madera, las plantas de invierno que florecen en esta estación, las plantas de setos con una gran variedad de cultivares.

## Actividades

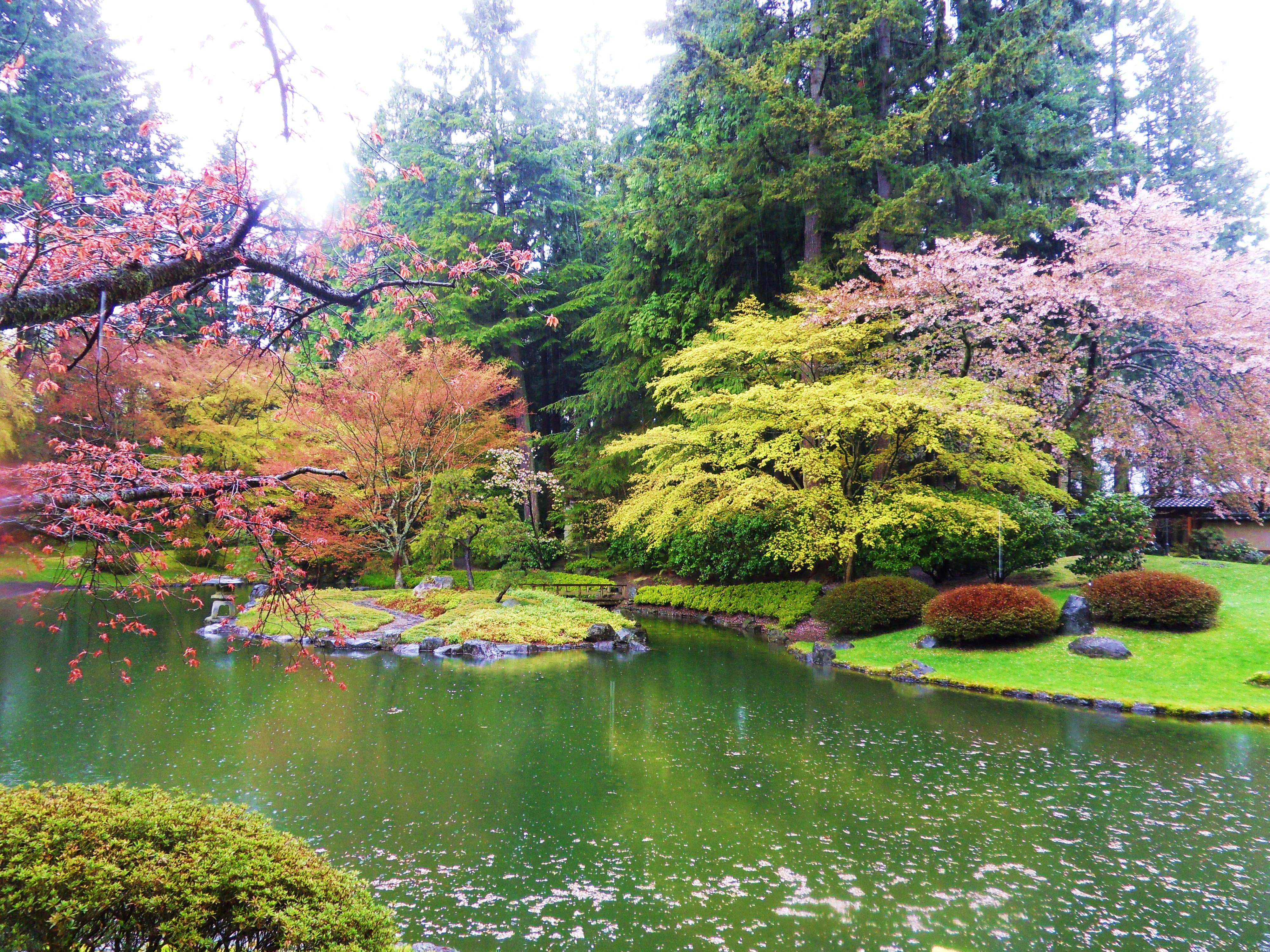
Nitobe Memorial Garden

En el 2002, el UBC Centre for Plant Research (Centro de Investigación de Plantas de la UBC), se constituyó en el brazo investigador del jardín botánico UBC. El Centro de Investigación de Plantas de la UBC, investiga en campos como el de las adaptaciones de las plantas, genómica y fitoquímica.
El jardín botánico UBC administra el Nitobe Memorial Garden, un jardín tradicional japonés situado en el campus, en memoria de Inazō Nitobe, autor, educador y político japonés.